# ینجه‌یوف
ینجه‌یوف (به لاتین: Jędrzejów) یک شهر و گمینا در لهستان است که در گمینا یندژیوو واقع شده‌است. جدرزجیو ۱۱٫۳۷ کیلومتر مربع مساحت و ۱۶٬۱۳۹ نفر جمعیت دارد.